# Kidapawan
Kidapawan è una città componente delle Filippine, capoluogo della Provincia di Cotabato, nella Regione del Soccsksargen.
Kidapawan è formata da 40 baranggay:
- Amas
- Amazion
- Balabag
- Balindog
- Benoligan
- Berada
- Gayola
- Ginatilan
- Ilomavis
- Indangan
- Junction
- Kalaisan
- Kalasuyan
- Katipunan
- Lanao
- Linangcob
- Luvimin
- Macabolig
- Magsaysay
- Malinan

- Manongol
- Marbel (Embac)
- Mateo
- Meochao
- Mua-an
- New Bohol
- Nuangan
- Onica
- Paco
- Patadon (Patadon East)
- Perez
- Poblacion
- San Isidro
- San Roque
- Santo Niño
- Sibawan
- Sikitan
- Singao
- Sudapin
- Sumbao